# Banisia ovifera
Banisia ovifera är en fjärilsart som beskrevs av Butler 1892. Banisia ovifera ingår i släktet Banisia och familjen Thyrididae. Inga underarter finns listade i Catalogue of Life.